# Хенрикес, Фернанда
Фернанда Хенрикес (дат. Fernanda Henriques, в замужестве Хенфляйн, нем. Hänflein; 20 мая 1857, Копенгаген — 13 января 1904, Берлин) — датско-немецкая пианистка.
Родилась в семье крупного датского предпринимателя еврейского происхождения Мартина Хенрикеса, известного любителя музыки, дружного с крупнейшими датскими музыкантами. Брат — виолончелист Роберт Хенрикес, младшая сестра — художница Мария Хенрикес.
Училась музыке у Франца Ксавера Неруды. Дебютировала на публике в 1879 году, исполнив сонату Вольфганга Амадея Моцарта для фортепиано в четыре руки вместе с Эдвардом Григом. В 1880 году совершенствовала своё мастерство в Париже под руководством Альфреда Яеля.
В 1884 г. совершила концертное турне по Германии с братом Робертом, её концерт в Лейпциге получил высокие оценки критики. В 1885 г. вышла замуж за скрипача Георга Хенфляйна, жила с ним в Ганновере, затем в Копенгагене, иногда аккомпанировала мужу. Младшая из их трёх детей, Элизабет Хенфляйн (1892—1984) — пианистка, замужем за датским художником Даниэлем Хвидтом (1889—1975); их сын — историк Кристиан Хвидт.